# Samorząd Regionu Gusz Ecjon
Samorząd Regionu Gusz Ecjon (hebr. מועצה אזורית גוש עציון) – samorząd regionu położony w Dystrykcie Judei i Samarii, w Izraelu.
Samorządowi podlegają osady rolnicze położone w północnej części Judei, w otoczeniu terytoriów Autonomii Palestyńskiej.

## Osiedla
W 3 kibucach i 13 wsiach żyje tutaj około 15 800 mieszkańców.

### Kibuce
| - Kefar Ecjon - Migdal Oz | - Rosz Curim |

### Wsie
| - Allon Szewut - Asfar - Bat Ajin - Elazar - Gewa’ot - Har Gillo - Karme Cur | - Kefar Eldad - Ma’ale Amos - Newe Danijjel - Nokedim - Kedar - Tekoa |

### Nieautoryzowane osiedla
- Ibej ha-Nachal
- Bat Ajin Mizrach
- Bat Ajin Ma’araw
- Chawat Kaszu’ela
- Cur Szalem
- Derech ha-Awot
- Giwat ha-Dagan
- Giwat ha-Tamar
- Giwat Hachisz
- Pene Kedem
- Ma’ale Amos Ma’araw
- Ma’ale Rechawam
- Masu’ot Jicchak ha-Jaszana
- Newe Dani’el Cafon (Sede Bo’az)
- Ramat ha-Szlosza
- Sede Bar
- Teko’a B-C
- Teko’a D
- Teko’a E